# Costa Rica a 2016. évi nyári olimpiai játékokon
Costa Rica a brazíliai Rio de Janeiróban megrendezett 2016. évi nyári olimpiai játékok egyik részt vevő nemzete volt. Az országot az olimpián 6 sportágban 11 sportoló képviselte, akik érmet nem szereztek.

## Atlétika
Férfi
| Versenyző   | Versenyszám | Előfutam | Előfutam | Előfutam | Elődöntő | Elődöntő | Elődöntő | Döntő   | Döntő    |
| Versenyző   | Versenyszám | Idő      | Hely.    | Össz.    | Idő      | Hely.    | Össz.    | Idő     | Helyezés |
| ----------- | ----------- | -------- | -------- | -------- | -------- | -------- | -------- | ------- | -------- |
| Nery Brenes | 200 m       | 20,20    | 1.       | 8.*      | 20,33    | 6.       | 15.      | kiesett | kiesett  |
| Nery Brenes | 400 m       | 45,53    | 2.       | 17.      | 45,02    | 6.       | 14.      | kiesett | kiesett  |

| Versenyző       | Versenyszám   | Selejtező | Selejtező | Döntő    | Döntő    |
| Versenyző       | Versenyszám   | Eredmény  | Helyezés  | Eredmény | Helyezés |
| --------------- | ------------- | --------- | --------- | -------- | -------- |
| Roberto Sawyers | Kalapácsvetés | 70,08 m   | 24.*      | kiesett  | kiesett  |

Női
| Versenyző      | Versenyszám | Előfutam | Előfutam | Előfutam | Elődöntő | Elődöntő | Elődöntő | Döntő   | Döntő    |
| Versenyző      | Versenyszám | Idő      | Hely.    | Össz.    | Idő      | Hely.    | Össz.    | Idő     | Helyezés |
| -------------- | ----------- | -------- | -------- | -------- | -------- | -------- | -------- | ------- | -------- |
| Sharolyn Scott | 400 m gát   | 58,27    | 7.       | 40.      | kiesett  | kiesett  | kiesett  | kiesett | kiesett  |

* - egy másik versenyzővel azonos eredményt ért el

## Cselgáncs
Férfi
| Versenyző      | Versenyszám | Selejtező         | 32-es főtábla                   | Nyolcaddöntő      | Negyeddöntő       | Elődöntő          | Vigaszág elődöntő | Bronz- mérkőzés   | Döntő             | Helyezés |
| Versenyző      | Versenyszám | Ellenfél Eredmény | Ellenfél Eredmény               | Ellenfél Eredmény | Ellenfél Eredmény | Ellenfél Eredmény | Ellenfél Eredmény | Ellenfél Eredmény | Ellenfél Eredmény | Helyezés |
| -------------- | ----------- | ----------------- | ------------------------------- | ----------------- | ----------------- | ----------------- | ----------------- | ----------------- | ----------------- | -------- |
| Miguel Murillo | Könnyűsúly  | erőnyerő          | Óno Sóhei (JPN) · 000(3)–100(0) | kiesett           | kiesett           | kiesett           |                   |                   |                   | 17.      |

## Kerékpározás

### Hegyi-kerékpározás
| Versenyző      | Versenyszám        | Idő     | Helyezés |
| -------------- | ------------------ | ------- | -------- |
| Andrey Fonseca | Férfi terepverseny | 1:44:54 | 33.      |

### Országúti kerékpározás
Férfi
| Versenyző     | Versenyszám   | Idő              | Helyezés |
| ------------- | ------------- | ---------------- | -------- |
| Andrey Amador | Mezőnyverseny | 6:30:05 (+20:00) | 54.      |

Női
| Versenyző    | Versenyszám   | Idő           | Helyezés      |
| ------------ | ------------- | ------------- | ------------- |
| Milagro Mena | Mezőnyverseny | nem ért célba | nem ért célba |

## Röplabda

### Strandröplabda

#### Női
| Versenyző                    | Csoportkör | Csoportkör | 16 közé jutásért  | Nyolcaddöntő      | Negyeddöntő       | Elődöntő          | Döntő             | Helyezés |
| Versenyző                    | Ellenfél Eredmény | Hely.      | Ellenfél Eredmény | Ellenfél Eredmény | Ellenfél Eredmény | Ellenfél Eredmény | Ellenfél Eredmény | Helyezés |
| ---------------------------- | --- | ---------- | ----------------- | ----------------- | ----------------- | ----------------- | ----------------- | -------- |
| Natalia Alfaro Karen Charles | F csoport · Ausztrália (AUS) · Louise Bawden · Taliqua Clancy · 15–21, 14–21 · Hollandia (NED) · Madelein Meppelink · Marleen van Iersel · 16–21, 16–21 · Venezuela (VEN) · Norisbeth Agudo · Olaya Pérez Pazo · 16–21, 19–21 | 4.         | kiesett           | kiesett           | kiesett           | kiesett           | kiesett           | 19.      |

## Triatlon
| Versenyző       | Versenyszám | 1,5 km úszás | Depózás 1 | 40 km kerékpározás | Depózás 2 | 10 km futás | Összesítés | Összesítés |
| Versenyző       | Versenyszám | Idő          | Idő       | Idő                | Idő       | Idő         | Idő        | Helyezés   |
| --------------- | ----------- | ------------ | --------- | ------------------ | --------- | ----------- | ---------- | ---------- |
| Leonardo Chacón | Férfi       | 18:11        | 0:48      | 55:43              | 0:38      | 33:46       | 1:49:06    | 30.        |

## Úszás
Női
| Versenyző  | Versenyszám    | Előfutam | Előfutam | Előfutam | Elődöntő | Elődöntő | Elődöntő | Döntő   | Döntő    |
| Versenyző  | Versenyszám    | Idő      | Hely.    | Össz.    | Idő      | Hely.    | Össz.    | Idő     | Helyezés |
| ---------- | -------------- | -------- | -------- | -------- | -------- | -------- | -------- | ------- | -------- |
| Marie Meza | 100 m pillangó | 1:02,01  | 5.       | 36.      | kiesett  | kiesett  | kiesett  | kiesett | kiesett  |